# Julus laticollis
Julus laticollis är en mångfotingart som beskrevs av Brandt 1841. Julus laticollis ingår i släktet Julus och familjen kejsardubbelfotingar. Inga underarter finns listade i Catalogue of Life.